# Revoluční Srbsko
Revoluční Srbsko (srbsky Устаничка Србија, Ustanička Srbija v latince), také Karađorđeovo Srbsko (srbsky Карађорђева Србија, Karađorđeva Srbija), byl nezávislý povstalecký stát vzniklý na území Osmanské říše (konkrétně Smederevského sandžaku) během prvního srbského povstání (1804–1813). Vysoká porta uznala autonomii státu v lednu 1806, nicméně srbští povstalci pokračovali v bojích proti Osmanské říši až do roku 1813, kdy povstalecký celek zanikl spolu s potlačením srbského povstání Turky a obnovením sandžaku. Záhy na to roku 1815 následovalo druhé srbské povstání, které umožnilo vznik Srbského knížectví, polo-nezávislého státního útvaru na Osmanské říši.